# Oreobolopsis clementis
Oreobolopsis clementis är en halvgräsart som först beskrevs av Marcus Eugene Jones, och fick sitt nu gällande namn av Dhooge och Paul Goetghebeur. Oreobolopsis clementis ingår i släktet Oreobolopsis och familjen halvgräs.
Artens utbredningsområde är Kalifornien. Inga underarter finns listade i Catalogue of Life.